# امانوئله جاکرینی
امانوئله جاکرینی (ایتالیایی: Emanuele Giaccherini؛ زادهٔ ۵ مهٔ ۱۹۸۵) بازیکن فوتبال اهل ایتالیا است.